# Karczów
Karczów [pronunciación en polaco: /ˈkart͡ʂuf/] es un pueblo ubicado en el distrito administrativo de Gmina Wielgomłyny, dentro del condado de Radomsko, Voivodato de Łódź, en el centro de Polonia. Se encuentra a unos 5 kilómetros al noroeste de Wielgomłyny, a 19 kilómetros al este de Radomsko, y a 85 kilómetros al sur de la capital regional Łódź.